# Kurt Bernard
Kurt Robert Bernard Simpson (Limón, 8 de diciembre de 1977) es un exfutbolista costarricense. Se desempeñaba como delantero y su último club fue Limón FC. Fue seleccionado para participar en la Copa de Naciones de Centroamérica UNCAF y al Mundial Alemania 2006 con la selección de Costa Rica.

## Carrera
| Club                 | País       | Año         |
| -------------------- | ---------- | ----------- |
| Limón FC             | Costa Rica | 1998 - 2001 |
| Santos de Guapiles   | Costa Rica | 2001 - 2002 |
| The Strongest        | Bolivia    | 2002 - 2003 |
| Club Sport Herediano | Costa Rica | 2003-2005   |
| Puntarenas FC        | Costa Rica | 2005-2009   |
| Limón FC             | Costa Rica | 2009-2014   |

## Palmarés

### Títulos nacionales
| Título                         | Equipo             | País       | Año     |
| ------------------------------ | ------------------ | ---------- | ------- |
| Primera División de Bolivia    | Club The Strongest | Bolivia    | 2003    |
| Segunda División de Costa Rica | Limón Fútbol Club  | Costa Rica | 2009-10 |

### Títulos internacionales
| Título                       | Club                    | Sede        | Año  |
| ---------------------------- | ----------------------- | ----------- | ---- |
| Copa Interclubes de la Uncaf | Puntarenas Fútbol Club  | Honduras    | 2006 |
| Copa de Naciones UNCAF       | Selección de Costa Rica | El Salvador | 2007 |